# コロラド (装甲巡洋艦)
|          |                                                                                                   |
| 艦歴     |                                                                                                   |
| 発注     |                                                                                                   |
| 起工     |                                                                                                   |
| 進水     | 1903年4月25日                                                                                     |
| 就役     | 1905年1月19日                                                                                     |
| 退役     | 1927年9月28日                                                                                     |
| その後   | 1930年に廃棄                                                                                      |
| 除籍     |                                                                                                   |
| 性能諸元 |                                                                                                   |
| 排水量   | 13,680トン                                                                                        |
| 全長     | 504 ft (154 m)                                                                                    |
| 全幅     | 69 ft 6 in                                                                                        |
| 吃水     | 26 ft 1 in                                                                                        |
| 機関     | 23,000 shp、2軸推進                                                                               |
| 最大速   | 22ノット                                                                                          |
| 乗員     | 士官、兵員830名                                                                                   |
| 兵装     | 8インチ砲4門、6インチ砲14門、 3インチ砲18門、3ポンド砲12門、 1ポンド砲2門、 18インチ魚雷発射管2門 |

コロラド (USS Colorado, ACR-7) は、アメリカ海軍の装甲巡洋艦。ペンシルベニア級装甲巡洋艦の一隻。艦名はコロラド州に因む。この名を持つ艦としては2隻目。

## 艦歴
「コロラド」はペンシルベニア州フィラデルフィアのウィリアム・クランプ・アンド・サンズで建造され、1903年4月25日にC・M・ピーボディーによって進水、1905年1月19日に艦長D・ケネディ大佐の指揮下就役する。
1905年10月11日に大西洋艦隊に合流し、「コロラド」は東海岸沿い及びカリブ海での訓練及び各種の式典に参加し、1906年9月7日にアジアに向けて出航した。日本及び中国といった極東への巡航後、1907年9月27日に西海岸に帰還し、カリフォルニア州及びメキシコの沖合、ハワイ諸島、中央及び南アメリカで演習に従事した。
「コロラド」は1909年9月から1910年2月まで再び極東への巡航を行った。続く二年間は政府高官の公式、表敬訪問に使用され、1911年11月から1912年7月まで極東での任務を再開した。8月から11月の間にニカラグアのコリントに派遣された遠征軍の支援を行い、その後はメキシコ水域を偵察、1913年5月17日にピュージェット・サウンド海軍工廠で予備役となる。
1915年2月9日に「コロラド」は再就役し、太平洋予備役艦隊の旗艦としてメキシコ革命の期間中にメキシコ水域を偵察、その後再び予備役となる。
「コロラド」はオーバーホールの間の1916年11月9日に「プエブロ (USS Pueblo)」と改名される。その後メキシコ水域に戻り、抑留されたドイツ船を封鎖する。「プエブロ」はアメリカ合衆国の第一次世界大戦への参戦と共に現役任務に復帰し、南大西洋の偵察艦隊旗艦として船団護衛、南米の港への親善訪問、ブラジルのバイアでドイツ、オーストリア船抑留を行う。「プエブロ」は1918年1月18日にバージニア州ノーフォークへ帰還し、2月5日から10月16日までの間にイギリスへの物資、兵員輸送船の護衛を7回行った。駐米ブラジル大使をリオデジャネイロへ送り届けた後、プエブロは大西洋横断任務に戻り、ヨーロッパ派遣軍を帰国させるためフランスのブレストとニュージャージー州ホーボーケンの間を6度往復した。
「プエブロ」は1919年8月8日にフィラデルフィアに到着し予備役となり、1919年9月22日に退役した。1920年、CA-7に変更される。「プエブロ」は1921年4月2日に再就役し、1927年9月28日まで海軍第3管区の訓練艦としての任務に就き、1930年10月2日にスクラップとして廃棄された。